# (400056) 2006 SV61
(400056) 2006 SV61 es un asteroide perteneciente al cinturón de asteroides, descubierto el 18 de septiembre de 2006 por el equipo del Catalina Sky Survey desde el Catalina Sky Survey, Arizona, Estados Unidos.

## Designación y nombre
Designado provisionalmente como 2006 SV61.

## Características orbitales
2006 SV61 está situado a una distancia media del Sol de 2,566 ua, pudiendo alejarse hasta 3,191 ua y acercarse hasta 1,941 ua. Su excentricidad es 0,243 y la inclinación orbital 5,238 grados. Emplea 1501,79 días en completar una órbita alrededor del Sol.

## Características físicas
La magnitud absoluta de 2006 SV61 es 17,7.